# 中國大陸劇集
中國大陸劇集，主要指在中國大陸境内，由各类组织（公司、机构、團體）、個人投資或製作的電視劇及網絡劇。近年中國大陸劇集構成日益多元，網際網路企業和電影公司等涉入參與，投資或攝製者也並不局限於中國大陸，其中境外參與以台、港為最。
1990年代至今，當局不斷疊加政令，例如禁止境外影視劇在電視黃金時段播映、限制境外影視劇在電視其他時段播映和網際網路引進等禁制令，扶植中國大陸劇集。
如今以集數計算，中國大陸已成為電視劇最大產地，2012年產量達到迄今峰值506部17703集，之後逐漸回落，至2020年代初年產大約兩百部七千集上下。但若以部數計算，美劇自2015年起超越並逐年拋離中國大陸。

## 產量
2000年至2012年，中國大陸電視劇平均每年以近千集的速度持續增長，以獲廣電總局批准發行數為準，1999年產出6277集，2003年突破萬集至10381集，2012年達到506部、17703集，平均日產48集。相比美國年產5000集左右，中國大陸電視劇產量多了很多。中國大陸電視劇產量在十三年的持續增長後回落，2013年總產量減少約兩千集，至約一萬五千集。
但是可以實際播出的電視劇卻很不成比例，廣電總局在2010年公佈的數據顯示，当年約一萬五千集電視劇只有三千多集能夠播出。編劇王海林對此解釋道“央視的1套和8套的黃金檔，一天各播2集電視劇，一年最多播1500集；各衛視一天播2集，有時三四家衛視播一部劇，還要考慮有些台在播舊劇或不播電視劇，因此一年播放的總量也就3000集至5000集。”
上列数据，均是通过广电总局备案的数据，事实上中国大陆有部分剧集是以栏目剧和网络剧的形式存在的，比较著名的有央視社會與法頻道的《普法栏目剧》、湖南卫视的《青春进行时》等。栏目剧由于不用取得正规电视剧所必须取得的制作许可证与发行许可证，可边拍边播，不受部分针对正规电视剧的规管限制，如涉案剧的播出时间、受限题材等。

## 業態
| 年份   | 申报公示部数 | 申报公示集数 | 发行总部数 | 发行总集数 | 过审部数比例 | 部均集数 | 播出比重 | 收视比重 | 资源使用效率 |
| 2004年 |              |              | 505        | 12265      |              | 24.3     | 28.3%    | 36.4%    | 29%          |
| 2005年 |              |              | 514        | 12451      |              | 24.2     | 25.3%    | 36.5%    | 44%          |
| 2006年 |              |              | 502        | 13888      |              | 27.7     | 25.4%    | 34.6%    | 36%          |
| 2007年 | 942          | 25803        | 529        | 14670      | 56%          | 27.7     | 25.0%    | 34.1%    | 36%          |
| 2008年 | 974          | 30064        | 502        | 14498      | 52%          | 28.9     | 24.7%    | 32.5%    | 32%          |
| 2009年 | 999          | 30684        | 402        | 12910      | 40%          | 32.1     | 26.1%    | 32.2%    | 23%          |
| 2010年 | 1204         | 36145        | 436        | 14685      | 36%          | 33.7     | 28.4%    | 31.8%    | 12%          |
| 2011年 | 1435         | 46190        | 469        | 14942      | 33%          | 31.9     | 27.8%    | 31.5%    | 13%          |
| 2012年 | 1515         | 49600        | 506        | 17703      | 33%          | 35.0     | 26.4%    | 32.1%    | 22%          |
| 2013年 | 1111         | 38077        | 441        | 15770      | 40%          | 35.8     | 26.6%    | 31.5%    | 18%          |
| 2014年 | 1073         | 39931        | 429        | 15983      | 40%          | 37.3     | 25.0%    | 31.1%    | 24%          |
| 2015年 | 1146         | 43077        | 394        | 16540      | 34%          | 42.0     | 26.2%    | 30.0%    | 15%          |

| 年份   | 申报公示部数 | 申报公示集数 | 过审发行总部数 | 过审发行总集数 | 过审部数比例 | 部均集数 | 上星频道首轮剧部数 |
| 2015年 | 1146         | 43077        | 394            | 16540          | 34%          | 42       | 238                |
| 2016年 | 1207         | 47760        | 334            | 14912          | 28%          | 45       | 192                |
| 2017年 | 1170         | 46517        | 314            | 13470          | 27%          | 43       | 156                |
| 2018年 | 1163         | 45731        | 323            | 13726          | 28%          | 42       | 146                |
| 2019年 |              |              | 254            | 10646          | 28%          |          | 124                |
| 2020年 |              |              | 202            | 7476           | 23%          |          | 113                |
| 2021年 |              |              | 194            | 6736           |              |          | 107                |

## 拍攝場景

### 境外取景
亞洲
- 台灣：《又見阿郎》、《孤獨的美食家》（臺北、雲林、新北市、基隆市）、《那片星空那片海》（部分場景澎湖島、綠島）
- 香港：《風雲天地》
- 韓國：《北京，我的愛》、《林師傅在首爾》、《那片星空那片海》（部分場景首爾、釜山）

歐洲
- 法國：《風雲天地》

北美洲
- 美國：《北京人在紐約》、《那片星空那片海》（部分場景紐約）

大洋洲
- 纽西兰：《北灵少年志之大主宰》

## 限外保护
中国大陆电视节目在1980年代重新起步发展，至1990年代已达可填充所有时段的数量，但收视不济而逊于境外影视剧。为扶植本地自制节目，1990年代至今，广电部及之后的广电总局轮番出台多项禁制政策或措施，限制或禁止包括港澳台剧在内的境外影视剧传播。
- 1990年11月起，境外影視劇被限於各台當天影視劇總量的20%之內，在18:00～22:00限於15%之內。[11][12]
- 2000年2月起，除經特許，境外影視劇被禁止在電視的19:00～21:30播出。[13]
- 2004年10月起，境外影視劇的電視禁播時間延長至19:00～22:00。[14]
- 2008年1月起，未持影視許可證的影視劇被禁止在網際網路傳播[15]，但執行困難，直至2014年此禁令被重申。[16]
- 2015年4月起，各網站引進境外影視劇總量被限於國產（中國大陸）的30%之內；網際網路上「全季先審後播」全面實施，新季滯後約半年；上述二舉導致引進暴減。[17]